# Iwrestledabearonce
Iwrestledabearonce (abgekürzt IWABO) war eine 2007 gegründete Mathcore-Band aus Shreveport, Louisiana, die beim deutschen Label Century Media unter Vertrag stand. Ihre Musik ist eine Mischung aus Jazz, Swing, Electronic und Deathcore. In ihrer Karriere veröffentlichte die Band eine EP und vier Alben. Iwrestledabearonce trennten sich im Jahr 2016.
Der Name der Band entstammt einer Bemerkung des US-amerikanischen Schauspielers Gary Busey, der während einer Sendung auf Comedy Central behauptete, einmal mit einem Bären gerungen zu haben.

## Geschichte
Iwrestledabearonce gründete sich 2007 mit dem Wunsch, einfach nur miteinander zu musizieren. Nachdem mit Krysta Cameron eine Sängerin gefunden wurde und die Band nach einigen Änderungen der Bandmitglieder auf zwei Beinen stand, begannen sie mit ihren ersten Aufnahmen am heimischen Computer des Gitarristen Steven Bradley. Kurz darauf erschien ihre erste selbstbetitelte EP unter Tragic Hero Records. Zudem spielten sie zusammen die ersten selbstorganisierten Konzerte.
Über das Internet teilte die Band ihre Musik mit ihren Fans und weckte somit das Interesse des deutschen Plattenlabels Century Media. Ihr Debütalbum It’s All Happening wurde am 2. Juli 2009 in den USA veröffentlicht. Knapp zwei Monate später folgte die Veröffentlichung in Europa. Es wurde in der ersten Woche nach Erscheinen 4.300 mal verkauft und erreichte den 122. Platz der Billboard-Top-200-Charts, Platz 1 in den Heatseekers, Platz 47 der besten Rock-Alben und den 16. Platz der Besten Hard-Rock-Alben. Im Oktober und November 2009 traten sie zusammen mit Architects, Despised Icon, As Blood Runs Black, Horse the Band, Oceano und The Ghost Inside bei der Impericon Never Say Die! Tour auf, welche im Vereinigten Königreich und Europa stattfand. Zudem tourte die Band zusammen mit Winds of Plague, The Human Abstract, Greeley Estates, Sea of Treachery und See You Next Tuesday.
Im Jahr 2010 wurde It’s All Happening als Special Edition mit regulärem Album, Remix-Album und DVD wiederveröffentlicht. Außerdem wurde die frei zugängliche EP It’s All Dubstep veröffentlicht. Am 26. Juli 2011 erschien das nächste Full-Length Album Ruining It For Everybody. Im Vorfeld zu den Aufnahmen für das neue Album verkündete Gitarrist Steven Bradley, die Band werde in Zukunft Black Metal machen, was durch Auftritte der Band in Corpsepaint unterstrichen wurde. Die Black-Metal-Geschichte entpuppte sich mit der Veröffentlichung des ersten neuen Songs als groß angelegter Scherz, den sich die Band zusammen mit der Webseite MetalSucks ausgedacht hatte, um die sich selbst viel zu ernst nehmenden Black-Metal-Fans zu parodieren.
Die Band produzierte 2011 unter der Regie von Justin Beasley den Independent-Horrorfilm A Beary Scary Movie, in welchem sie sich selbst spielten.

## Diskografie
- 2007: Iwrestledabearonce (EP, Tragic Hero Records)
- 2009: It’s All Happening (Century Media)
- 2011: Ruining It for Everybody (Century Media)
- 2013: Late for Nothing (Century Media)
- 2015: Hail Mary (Artery Recordings)